# Isoetes neoguineensis
Isoetes neoguineensis är en kärlväxtart som beskrevs av Bak. och F. v. M.. Isoetes neoguineensis ingår i släktet braxengräs, och familjen Isoetaceae. Inga underarter finns listade i Catalogue of Life.